# Barnaby Rudge

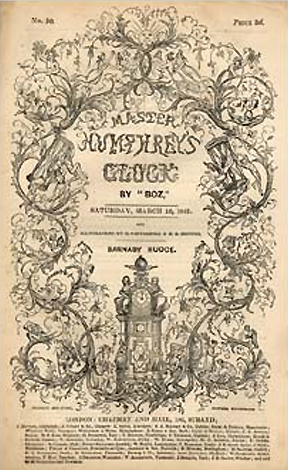
Titelseite von Master Humprey’s Clock

Barnaby Rudge ist ein 1841 in Master Humphrey’s Clock erschienener Fortsetzungsroman des britischen Schriftstellers Charles Dickens. Es ist neben A Tale of Two Cities einer von nur zwei historischen Romanen Dickens’ und spielt während der Gordon Riots 1780.

## Hintergrund
Dickens hatte die Idee für einen historischen Roman während der Gordon Riots schon 1836 unter dem Arbeitstitel Gabriel Vardon, the Locksmith of London. Veröffentlicht werden sollte es als dreibändiges Buch, im Gegensatz zur „niederen“ Form der Fortsetzungen, die er für sein Romandebüt The Pickwick Papers nutzte. Im folgenden Jahr entschied sich Dickens um für den Titel Barnaby Rudge, doch begann er erst am 3. Januar 1839 mit der Arbeit am Werk, nur um die Arbeit drei Wochen später erneut abzubrechen. In Briefen beschrieb er das Buch als einen „schrecklichen Albtraum“ (englisch hideous nightmare). Erst 1841 begann die Publikation des Romans in der für Dickens nunmehr üblichen Form des Fortsetzungsromans in den Ausgaben 46 bis 88 der Master Humphrey’s Clock, den er im November desselben Jahres vollendete.
Beeinflusst wurde Barnaby Rudge wohl vom Erfolg Sir Walter Scotts historischer Romane wie Ivanhoe, die sich im viktorianischen England großem Ansehen erfreuten. Der Literaturhistoriker Paul Schlicke sieht in einigen Szenen und Charakteren aus Dickens Werk Parallelen zu Scotts Werk, allerdings ähnle Dickens Geschichtsbild eher dem fast apokalyptischen Bild, welches der einflussreiche Autor Thomas Carlyle im 1837 erschienenen The French Revolution entworfen hatte. Als autobiographischen Einfluss wertet Schlicke den Charakter des Raben Grip, der einen Vorbild in einem gleichnamigen Haustiers des Autors habe. Dickens konsultierte Primärquellen wie den The Annual Register, Narrative of the Late Riots (1780) und Life of Lord George Gordon (1795), mit denen Dickens laut Schlicke ein realistisches Bild der Zeit zeichnet. Neben literarischen Quellen spielte jedoch auch der Zeitgeist um Spannungen mit der Arbeiterklasse mit dem Armengesetz und der Chartistenbewegung eine Rolle – ein roter Faden in Dickens Gesamtwerk. Zeitgemäß war die Behandlung der Gordon Riots, einer Ausschreitung gegen die Abschaffung antikatholischer Gesetze, auch in Berücksichtigung der baldigen zum Katholizismus neigenden Oxfordbewegung innerhalb der in England vorherrschenden anglikanischen Church of England. Dickens lehnte diesen Anglokatholizismus für seine kirchlichen Hierarchien strikt ab. Schlicke zufolge würde Dickens, wenn er Barnaby Rudge einige Jahre später im Kontext dieser Bewegung geschrieben hätte, katholische Charaktere in ein deutlich negativer darstellen.
Im selben Jahr veröffentlichte der Verlag Chapman and Hall das Buch im Vereinigten Königreich einbändig mit dem Untertitel A Tale of the Riots of 'Eighty und Lea and Blanchard in den Vereinigten Staaten. Ein Jahr später wurde es erstmals in Frankreich veröffentlicht; 1846 in Deutschland durch Christian Bernhard Tauchnitz. Neu aufgelegt wurde Barnaby Rudge im Vereinigten Königreich in wöchentlichen Fortsetzungen zwischen 1848 und 1849 und 1849 einbändig in der Cheap Edition, 1858 zusammen mit Dickens Novelle Hard Times in der Library Edition und 1868 in der Charles Dickens Edition.
Illustriert wurde die Erstausgabe, wie schon Dickens Vorgänger in Master Humphrey’s Clock, The Old Curiosity Shop, von Hablot Browne und George Cattermole.

## Inhalt
Das Buch beginnt mit einer Rahmenerzählung, in der in einer Kneipe die Geschichte des ungelösten Mordfalls vom Gentleman Reuben Haredale geschildert wird. In dieser werden die Hauptcharaktere des Buches fünf Jahre vor den Aufständen eingeführt: Joe Willett, der in Dolly Varden, Tochter eines Schlossers und seiner religiösen Frau verliebt ist; Edward Chester, Sohn des Sir John Chester, der in Emma Haredale verliebt ist, Tochter des mit John Chester verfeindeten Bruders von Reuben Haredale, George Haredale; der dümmliche, bei seiner Mutter lebende Barnaby, dessen Vater angeblich mit Garedale ermordet wurde und der komödiantische Charakter des selbstgefälligen Lehrlings Sim Tappertit. Nach dem Überspringen von fünf Jahren beschreibt Dickens die von John Chester angetriebene Formierung der Aufstände um den etwas einfältigen antikatholischen Politiker George Gordon, dem sich Barnaby anschließt. Im Zuge der Aufstände wird das Haus der Haredales niedergebrannt, die Kneipe, in der die Rahmenerzählung stattfand, niedergebrannt und sowohl Dolly Varden als auch Emma Hardale kurzzeitig von den Aufrührern gefangen genommen. Als Barnaby verhaftet wird, trifft er im Gefängnis auf seinen Vater, den Mörder Reuben Haredales. Seinen Höhepunkt erreicht das Roman mit dem Sturm des Newgategefängnisses. Schließlich erhält Barnaby eine Begnadigung, während sein Vater und einige Aufrührer gehängt werden. In einem Duell tötet Reuben Haredale John Chester. Edward Chester und Joe Willet heiraten jeweils Emma Hardale und Dolly Warden. Edward und Emma ziehen auf die Westindischen Inseln.

## Rezeption
Barnaby Rudge war schon zu Dickens Lebzeiten eines seiner unbeliebtesten Werke. Der US-amerikanische Schriftsteller Edgar Allan Poe bemängelte z. B. u. a. die Orientierungslosigkeit des Buches und die plötzliche Wende in der Mitte des Buches vom persönlichen Leben der Charaktere und dem Rätsel um den Mord an Reuben Haredale zur historischen Handlung; Der Autor habe sich am Anfang des Schreibens des Buches sich auf keine Geschichte entschieden. Trotzdem inspirierte Dickens Charakter Grip wohl den namensgebenden Raben in Poes Gedicht The Raven. Auf Kritik traf auch die eher milde Darstellung des Anführers und Namensgebers der Gordon Riots als einfältigen Fremdenfeind. Auch die moderne Literaturwissenschaft, neben einer positiven Minderheitsmeinung, kritisiert Barnaby Rudge. Thomas Rice nennt es das „am wenigsten geliebte und am wenigsten gelesene“ (englisch the least loved and the least read) der Bücher Dickens. Trotzdem wurde das Buch mehrfach verarbeitet; insbesondere der Charakter der Dolly Varden war besonders populär.
Morton D. Zabel zufolge wurde Barnaby Rudge stark von sozialen Konflikten im viktorianischen England beeinflusst – keine Ausnahme in Dickens Gesamtwerk. Rückgeführt wird der von Poe kritisierte fehlende Zusammenhalt der Geschichte auf die lange Entstehungsgeschichte des Romans; es sei eher aus Obligation als auch künstlerischem Schaffungswille entstanden. Hingegen werten Butt and Tillotson diese langwierige Schaffung in einer Studie dieser als ein Zeichen dafür, dass Dickens von seiner künstlerischen Idee ergriffen war. Ferner stellt Tillotson Poes Kritik in Frage: Diese Trennung beider Teile sei nämlich als ironische Hinweisung des Autors darauf zu verstehen, dass Privatleben von politischen Ereignissen nicht zu trennen seien.
Der Literaturhistoriker Harold F. Folland schließt sich der gängigen Kritik an Barnaby Rudge an; Besonders im Vergleich zum Rest der Bibliographie Dickens fehle es an Pathos, Wärme und Humor. Es sei in seiner düsteren, wenig ausgeschmückten Atmosphäre mit den ebenso unbekannten Romanen Hard Times und Our Mutual Friend vergleichbar. An Erklärungsansätzen nennt er die Begrenzung durch historische Tatsachen und durch die wöchentliche Veröffentlichung kurzer Fortsetzungen. Jedoch lehnt er Poes Haltung als Missinterpretation des Buches als Kriminalroman, unterbrochen von historischen Ereignissen, ab; Der Mord und die Leben der Charaktere sei eher eine Einleitung zu den Aufständen. Zusammengehalten werde die Geschichte über konventionelle Methoden wie einer Liebes- und Kriminalgeschichte, jedoch auch über die Interaktion verschiedener Charaktergruppen, was Dickens für folgende Romane übernehmen würde. Zentrales Thema sei die Schuld und das Böse an einer Handlung, zunächst der des Mordes, darauf der des antikatholischen Mobs. Diese von Fremdenfeindlichkeit motivierte, gewaltbereite und manipulierbare Gruppe müsse nur von im Hintergrund agierenden Bösewichten gelenkt werden, worauf sie außer Kontrolle gerate. Angeblicher Anführer George Gordon selbst präsentiere Dickens als in den Händen seiner Untergebenen wie seinem Sekretär Gashford oder Sir John Chester, die religiösen Fanatismus zynisch ausnutzen. Im Gegensatz zu späteren Mobszenen in Werken wie in A Tale of Two Cities pflege Dickens keine Sympathien zu den einfachen Aufrührern, die er klar als Gewaltverbrecher darstelle. Folland platziert Dickens Kommentare zu den Sozialen Missständen im viktorianischen England in Barnaby Rudge nicht in den Mittelpunkt und hebt nur seine Kritik an der Todesstrafe hervor.
Barnaby Rudge wertet Literaturhistoriker James K. Gottshall als Wendepunkt in Dickens Gesamtwerk; während in seinem Frühwerk die Helden oft mit einer Deus ex Machina siegten, müssten die Helden Barnaby Rudges für sich selbst einstehen. Auch die in Barnaby Rudge genutzten Metaphern, die sich auf Himmel, Hölle und Sterne bezogen, seien weiter entwickelt und klarer als die in seinem Frühwerk. So würde dieses Werk bedeutende Elemente späterer wie Bleak House und Great Expectations einführen. Auch Thomas Jackson Rice platziert es als Zäsur in Dickens Werk, von seinen eher episodischen Werken hin zu den strukturierteren Geschichten seiner späteren Werke. Anstelle davon, eine Struktur von zeitlichem Zusammenhang und einem Hauptcharakter als Rahmen für Sozialkritik zu nutzen, nutze er eine Struktur komplexer Charakterbeziehungen analog zu seinen Leitmotiven. So repräsentiere der Sprung vom Jahre 1775 hin zu den Gordon Riots 1780 erneut die Verbindung zwischen dem Privatleben der Charaktere mit historischen Ereignissen. Auch verfüge Barnaby Rudge als einziges seiner Werke über einen klaren kalendarischen Verlauf, was Rice auf dessen Historizität zurückführt. Trotzdem behandle Dickens die Effekte der Zeit, z. B. das Altern, eher flexibel. Verbunden werden die einzelnen Episoden durch verschiedene Zwischenspiele wie durch moralische Kommentare.